# 十河村
十河村（そがわむら）は、香川県木田郡にあった村。現在の高松市十川東町・十川西町・小村町・亀田南町にあたる。
村役場はその後、高松市十河コミュニティセンターになっている。

## 人口
| \| 1920年（大正9年） \| 3,290人 \| \| \| 1925年（大正14年） \| 3,186人 \| \| \| 1930年（昭和5年） \| 3,187人 \| \| \| 1935年（昭和10年） \| 3,254人 \| \| \| 1940年（昭和15年） \| 3,298人 \| \| \| 1947年（昭和22年） \| 4,164人 \| \| \| 1950年（昭和25年） \| 4,075人 \| \| |         |  |
| 総務省統計局 / 国勢調査（1950年） |         |  |
| 1920年（大正9年） | 3,290人 |  |
| 1925年（大正14年） | 3,186人 |  |
| 1930年（昭和5年） | 3,187人 |  |
| 1935年（昭和10年） | 3,254人 |  |
| 1940年（昭和15年） | 3,298人 |  |
| 1947年（昭和22年） | 4,164人 |  |
| 1950年（昭和25年） | 4,075人 |  |

## 歴史
- 1890年2月15日 - 町村制施行に伴い、山田郡西十川村（にしそがわむら）・東十川村（ひがしそがわむら）・小村（おもれむら）・南龜田村（みなみかめだむら）が合併し、十河村が発足。
- 1899年4月1日 - 山田郡が三木郡と合併し、木田郡となる。
- 1955年4月1日 - 川島町・東植田村・西植田村と合併し、山田町が発足。同日付で十河村が廃止。